# Uzbekistanica
Uzbekistanica is een geslacht van schimmels behorend tot de familie Melanommataceae. De typesoort is Uzbekistanica rosae-hissaricae.

## Soorten
Volgens Index Fungorum telt het geslacht vier soorten (peildatum februari 2023):
| Soortnaam                      | Auteur(s)                             | Publicatiejaar |
| ------------------------------ | ------------------------------------- | -------------- |
| Uzbekistanica pruni            | Chaiwan, Wanas., Bulgakov & K.D. Hyde | 2020           |
| Uzbekistanica rosae-hissaricae | Wanas., Gafforov & K.D. Hyde          | 2018           |
| Uzbekistanica vitis-viniferae  | Crous & Akulov                        | 2020           |
| Uzbekistanica yakutkhanika     | Wanas., Gafforov & K.D. Hyde          | 2018           |